# Швачко, Яков Яковлевич
Яков Яковлевич Швачко (19 марта 1914, Пологи, Екатеринославская губерния — 1 марта 1965, Лиепая) — командир отделения мотористов десантного бота № 21 2-го дивизиона Охраны водного района Новороссийской военно-морской базы Черноморского флота, старшина 2-й статьи. Герой Советского Союза.

## Биография
Родился 6 марта 1914 года в посёлке Пологи (ныне город Запорожской области Украины). Украинец. Окончил 7 классов, школу ФЗУ в городе Запорожье. Работал слесарем в локомотивном депо, помощником машиниста паровоза.
Служил в Военно-Морском Флоте в 1936—1940 годах. Участник советско-финской войны 1939—1940 годов. В боях Великой Отечественной войны с июня 1941 года.
Был командиром отделения мотористов десантного бота № 21 в звании старшина 2-й статьи. Во время Керченской-Эльтигенской десантной операции в ноябре 1943 года под вражеским огнём совершил пятнадцать успешных рейсов с войсками и техникой в район посёлка Эльтиген.
Указом Президиума Верховного Совета СССР «О присвоении звания Героя Советского Союза офицерскому, старшинскому и рядовому составу Военно-Морского флота» от 22 января 1944 года за «форсирование Керченского пролива, высадку десантных войск и переброску техники на Керченский полуостров и проявленные при этом отвагу и геройство» удостоен звания Героя Советского Союза с вручением ордена Ленина и медали «Золотая Звезда».
После войны продолжал службу в ВМФ. В 1945 году он окончил курсы подготовки командиров катеров при Каспийском высшем военно-морском училище. Член ВКП(б) с 1946 года. В 1949 году служил помощником командира спасательного корабля «Метеор» на Балтике. В бригаде ОСНАЗ ЮБФ. В 1955 году вышел в запас в звании младшего лейтенанта.
Жил в городе Лиепая. Был капитаном судна торгового флота. Скончался 1 марта 1965 года.

## Награды
- медаль «За оборону Одессы» (1942),
- медаль «За отвагу» (14.09.1943),
- орден Красной Звезды (06.11.1943),
- орден Красной Звезды (15.12.1943),
- Герой Советского Союза (орден Ленина и медаль «Золотая звезда») (22.01.1944),
- медаль «За оборону Кавказа» (1944),
- медаль «За победу над Германией в Великой Отечественной войне 1941—1945 гг.» (1945),
- орден Красной Звезды (27.12.1956),
- медаль «За боевые заслуги» (05.11.1946),
- орден Красного Знамени (26.10.1955)[1].

## Память
- В локомотивном депо станции Пологи Запорожской области установлен памятник его труженикам — Г. А. Мищенко и Герою Советского Союза Я. Я. Швачко (2010).
- В Пологовском СПТУ-13 Запорожской области Украины в память о славном земляке-герое установлена мемориальная доска.